# 欧洲伏特党
欧洲伏特党（Volt Europa），歐洲聯邦主義政黨（或稱政治運動）。
欧洲党於2017年3月27日創立。2018年3月，欧洲党德國支部在在德國漢堡成立，成爲該黨首個國家支部。至今，欧洲党已在所有歐盟成員國、阿爾巴尼亞、瑞士和英國成立國家支部，其中部分支部已經登記成爲合法政黨。

## 名稱
歐洲黨，原名為Vox Europe，後為避免混淆西班牙極右呼聲黨（拉丁語：Vox）而更名至Volt Europa。新名第一部分Volt一方面與前名Vox相近，其於歐洲多國語言亦皆為電壓的意思，寓意希望歐洲政治注入新力量；第二部分Europa則為拉丁語中的歐洲之意。
中文翻譯方面，该党党名被翻譯為歐洲黨
、伏特黨
、親歐盟黨等。

## 歷史

### 初創時期
2017年3月29日，英國政府正式啟動脫離歐盟程序。同日，欧洲党三位創辦人安德烈亚·文宗、科隆布·卡昂-萨尔瓦多（Colombe Cahen-Salvador）與达米安·伯泽拉格尔共同創立該黨，回應各國民粹主義崛起和英國脫歐的威脅。文宗成爲創黨主席，博瑟拉格成爲創黨副主席，而卡昂-薩爾瓦多則成爲政策事務主管。

欧洲党國家支部的位置（紫色）
歐盟（紅色邊界）

### 首次參與歐洲議會選舉（2019年）
2018年10月27日至28日，欧洲党在荷蘭阿姆斯特丹舉辦黨員大會（General Assembly），於會中通過《阿姆斯特丹宣言》並以其作爲該黨參加歐洲議會選舉的競選政綱。
2019年3月22日至24日，欧洲党在意大利罗马举办了該黨第一届欧洲會議（European Congress），並於會中介绍該黨參加2019年欧洲议会选举的候选人。會議的主講嘉賓包括意大利前總理保羅·真蒂洛尼、意大利參議員愛瑪·博尼諾、意大利勞動與社會政策部前部長恩里科·焦万尼尼、義大利工業總會总干事玛切拉·帕努奇（Marcella Panucci）、欧洲联邦主义者联盟主席桑德罗·戈齐和歐洲地中海氣候變化研究中心（Euro-Mediterranean Center on Climate Change）主席安东尼·纳瓦拉（Antonio Navarra）。
2019年歐洲議會選舉，欧洲党在德國以0.7%選票取得1席，並以博瑟拉格為其首位歐洲議會議員。
2019年6月9日，欧洲党舉行黨員投票，決定加入歐洲議會的綠黨/歐洲自由聯盟黨團。

### 理事會選舉及綫上黨員大會（2019年-2020年）

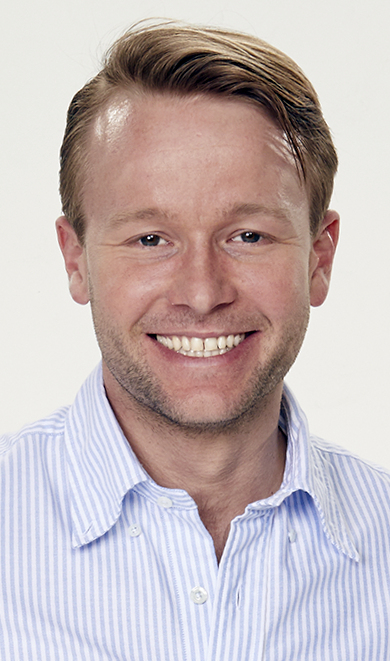
欧洲党前任聯席主席赖尼尔·范兰斯霍特

2019年10月12日至13日，欧洲党在保加利亞索菲亞舉行黨員大會，在會中選出新一屆理事會。
理事會中，以欧洲党德國支部前主席瓦莱丽·施特恩贝格-伊尔瓦尼和欧洲党荷蘭支部前歐洲議會選舉首席候選人赖尼尔·范兰斯霍特為聯席主席，欧洲党盧森堡支部前歐洲議會選舉候選人朱莉娅·皮特曼（Julia Pitterman）為司庫，康拉德·里特（Konrad Ritter）、艾琳·奥沙利文（Eileen O'Sullivan）、布鲁诺·桑切斯-安德拉德·努尼奥、索菲亚·真蒂洛尼·西尔维里（Sofia Gentiloni Silveri）、乔尔·伯姆（Joel Boehme）及科妮莉亚-弗洛里娜·盖尔曼（Cornelia-Florina German）為理事會非執行成員。
受2019冠狀病毒病疫情影響，欧洲党未能如期於2020年春季在葡萄牙里斯本舉行黨員大會，結果成爲首個舉行綫上黨員大會的歐洲政治運動，並在會中通過其新政綱。

### 首次參與國會選舉（2021年）
欧洲党荷兰支部參加2021年荷蘭大選，並以2.4%取得3席，是Volt至此在國會選舉的最佳表現，並爲其首次贏得國家立法機關席位。
欧洲党保加利亚支部加入反政府政黨聯盟起來！黑手黨，出去！並參加2021年4月和7月的兩次國會選舉，但皆未被分配任何議席。11月大選時，保加利亞支部改加入我們繼續變革聯盟，並獲分配2席。
欧洲党英國支部的蘇格蘭分部與蘇格蘭復興黨組成選舉聯盟，派出候選人在該黨區域名單角逐2021年蘇格蘭議會選舉，政策上則支持復興黨的主張，就蘇格蘭獨立問題進行多項選擇公投。聯盟在選舉取得493票（即總數0.02%），未能取得任何議席。
2021年10月16日至17日，欧洲党在里斯本舉行自2019年以來首次實體黨員大會。會中，現任聯席主席范兰斯霍特與意大利的弗朗西斯卡·罗马纳·丹托诺獲選為聯席主席，瑞士的約翰內斯·海因里希（Johannes Heinrich）獲選為司庫，伊內斯·孔松尼（Ines Consonni）
阿努克·奧姆斯（Anouk Ooms）、露西亞·納斯（Lucia Nass）、托爾·拉霍爾姆（Thor Larholm）、夏尔·埃万（Charles Evain）、盧卡斯·阿莫雷利·里貝羅·科爾內斯爾（Lucas Amorelli Ribeiro Kornexl）獲選為理事會非執行成員。

## 國家支部
| 國家       | 支部                 | 下議院議席       | 上議院議席       | 政府陣營         |
| ---------- | -------------------- | ---------------- | ---------------- | ---------------- |
| 阿尔巴尼亚 | 歐洲黨阿爾巴尼亞支部 | 非政黨           | 非政黨           | 非政黨           |
| 奥地利     | 歐洲黨奧地利支部     | 0 / 183          | 0 / 61           | 國會外政黨       |
| 比利时     | 歐洲黨比利時支部     | 0 / 150          | 0 / 60           | 國會外政黨       |
| 保加利亚   | 歐洲黨保加利亞支部   | 1 / 240          | 1 / 240          | 執政聯盟         |
|            | 歐洲黨克羅地亞支部   | 非政黨           | 非政黨           | 非政黨           |
| 賽普勒斯   | 歐洲黨賽普勒斯支部   | 1 / 56           | 1 / 56           | 反對黨           |
| 捷克       | 歐洲黨捷克支部       | 0 / 200          | 0 / 81           | 國會外政黨       |
| 丹麦       | 歐洲黨丹麥支部       | 0 / 179          | 0 / 179          | 國會外政黨       |
| 爱沙尼亚   | 歐洲黨愛沙尼亞支部   | 非政黨           | 非政黨           | 非政黨           |
| 芬兰       | 歐洲黨芬蘭支部       | 0 / 200          | 0 / 200          | 國會外政黨       |
| 法國       | 歐洲黨法國支部       | 0 / 577          | 0 / 348          | 國會外政黨       |
| 德国       | 歐洲黨德國支部       | 0 / 735          | 0 / 69           | 國會外政黨       |
| 希腊       | 歐洲黨希臘支部       | 0 / 300          | 0 / 300          | 國會外政黨       |
| 匈牙利     | 歐洲黨匈牙利支部     | 非政黨           | 非政黨           | 非政黨           |
| 爱尔兰     | 歐洲黨愛爾蘭支部     | 非政黨           | 非政黨           | 非政黨           |
| 義大利     | 歐洲黨意大利支部     | 0 / 400          | 0 / 200          | 國會外政黨       |
| 拉脫維亞   | 歐洲黨拉脱維亞支部   | 非政黨           | 非政黨           | 非政黨           |
| 立陶宛     | 歐洲黨立陶宛支部     | 非政黨           | 非政黨           | 非政黨           |
| 盧森堡     | 歐洲黨盧森堡支部     | 0 / 60           | 0 / 60           | 國會外政黨       |
| 馬爾他     | 歐洲黨馬爾他支部     | 0 / 79           | 0 / 79           | 國會外政黨       |
| 荷蘭       | 歐洲黨荷蘭支部       | 2 / 150          | 2 / 75           | 反對黨           |
| 波蘭       | 歐洲黨波蘭支部       | 非政黨           | 非政黨           | 非政黨           |
| 葡萄牙     | 歐洲黨葡萄牙支部     | 0 / 230          | 0 / 230          | 國會外政黨       |
| 羅馬尼亞   | 歐洲黨羅馬尼亞支部   | 0 / 330          | 0 / 136          | 國會外政黨       |
| 斯洛伐克   | 歐洲黨斯洛伐克支部   | 0 / 150          | 0 / 150          | 國會外政黨       |
| 斯洛維尼亞 | 歐洲黨斯洛維尼亞支部 | 非政黨           | 非政黨           | 非政黨           |
| 西班牙     | 歐洲黨西班牙支部     | 0 / 350          | 0 / 266          | 國會外政黨       |
| 瑞典       | 歐洲黨瑞典支部       | 0 / 349          | 0 / 349          | 國會外政黨       |
| 瑞士       | 歐洲黨瑞士支部       | 0 / 200          | 0 / 46           | 國會外政黨       |
| 乌克兰     | 歐洲黨烏克蘭支部     | 政黨登記狀態不明 | 政黨登記狀態不明 | 政黨登記狀態不明 |
| 英国       | 歐洲黨英國支部       | 0 / 650          | 0 / 785          | 國會外政黨       |

## 歷任主席
| 聯席主席                          | 上任時間 | 卸任時間 | 國家   | 聯席主席                   | 上任時間 | 卸任時間 | 國家   |
| --------------------------------- | -------- | -------- | ------ | -------------------------- | -------- | -------- | ------ |
| 安德烈亚·文宗                     | 2017年   | 2019年   | 義大利 | 达米安·伯泽拉格尔          | 2017年   | 2019年   | 德国   |
| 赖尼尔·范兰斯霍特                 | 2019年   | 2021年   | 荷蘭   | 瓦莱丽·施特恩贝格-伊尔瓦尼 | 2019年   | 2021年   | 德国   |
| 赖尼尔·范兰斯霍特                 | 2021年   | 2023年   | 荷蘭   | 弗朗西斯卡·罗马纳·丹托诺   | 2021年   | 2023年   | 義大利 |
| 梅爾斯·克拉伯斯 （Mels Klabbers） | 2023年   | 現任     | 荷蘭   | 弗朗西斯卡·罗马纳·丹托诺   | 2023年   | 現任     | 義大利 |

## 選舉結果

### 歐洲議會
| 選舉   | 總得票  | 總得票率 | 席次    | 席次更動 |
| ------ | ------- | -------- | ------- | -------- |
| 2019年 | 416,171 | 0.22%    | 1 / 751 | 新政黨   |
| 2024年 | TBC     | TBC      | 5 / 720 | ▲4席     |

## 外部連接
- 官方网站